# Professzionális szolgáltató szervezetek
A professzionális szolgáltató szervezetek a szolgáltató szektorba tartozó szervezetek.
Egyediségüket a harmadlagos szektoron belül az jelenti, hogy a professzionális szolgáltató szervezetek olyan speciális szolgáltatásokat nyújtanak ügyfeleiknek, amelyekhez magas szintű képzettség és esetenként központilag szabályozott engedély (például építőmérnök, könyvvizsgáló) szükséges.

## Definíció
A professzionális szolgáltató szervezeteknek általánosságban elfogadott, egzakt definíciója nem létezik, jellemzőik ismertetésével és felsorolásukkal határozzák meg a szegmenst.
A professzionális szolgáltató szervezetek egyedisége miatt negyedik (kvaterner) szektornak is nevezik az ide tartozó szervezeteket.

## Jellemzők
A professzionális szolgáltató szervezetek főbb jellemzői:
- Tudásintenzitás: Ez a jellemző az összes professzionális szolgáltató szervezet esetében teljesül. A tudásintenzitás a munkatársak kapcsán, nem pedig a szolgáltatásban esetleg érintett termék vagy folyamatok szintjén értendő.
- Formalizált képzés: Az újabb típusú professzionális szolgáltatások esetén a képzés még nem, vagy csak részben formalizált.
- Alacsony tőkeigény: Bizonyos professzionális szolgáltató szervezetek esetében a tőkeintenzitás magas.

A professzionális szolgáltató szervezetek jól elkülöníthető csoportot alkotnak a gazdasági szereplők között, menedzsmentjük és munkaerő-tervezésük is egyedi.
A professzionális szolgáltató szervezetek jellemzői (pl. tudásintenzitás) egyéb szegmensekben is terjednek.

## Típusok
A professzionális szolgáltató szervezetek tipizálása  (Andrew von Nordenflycht szerint):
- Klasszikus professzionális szolgáltató szervezetek: Például az ügyvédi irodák, könyvelő- és adótanácsadó cégek. Jellemzőik: tudásintenzitás, formalizált képzés, alacsony tőkeigény.
- Új típusú professzionális szolgáltató szervezetek: Például vezetési tanácsadók, IT fejlesztő cégek. Jellemzőik: tudásintenzitás, alacsony tőkeigény.
- Technológiai fejlesztő professzionális szolgáltató szervezetek: Például K+F+I intézetek, biotechnológiai cégek. Jellemzőik: tudásintenzitás, magas tőkeigény.
- Professzionális campus: Például kórházak. Jellemzőik: tudásintenzitás, formalizált képzés, magas tőkeigény.

## Felsorolásuk
A professzionális szolgáltató szervezetek körébe tartozó főbb szervezettípusok:
- Könyvelő, könyvvizsgáló, adótanácsadó irodák
- Marketing kommunikációs ügynökségek
- Mérnöki-, építész és tervezőirodák
- Tanácsadó cégek
- IT fejlesztőcégek
- Ideiglenes projektcégek, projektszervezetek
- K+F+I szervezetek
- Jogi, ügyvédi, közjegyző irodák

## Professzionális szolgáltató szervezetek menedzsmentje
A professzionális szolgáltató szervezetek munkatársainak kiválasztása, felvétele és megtartása az elvárt magas szintű, esetleg specializált tudás miatt nem egyszerű feladat.
A munkatársak alkupozíciója a könnyen transzferálható tudás miatt erős.
A napi munka során nagyfokú önállóságot gyakorló munkatársak irányítása is kihívást jelenthet, az egyéb típusú szervezeteknél alkalmazott hagyományos ösztönzési és fegyelmezési eszközök nem, vagy csak korlátozottan alkalmazhatók.
A tudásintenzív feladatvégzés miatt a munkatársak által végrehajtott szolgáltatások minősége sok esetben az ügyfelek és a menedzsment számára is nehezen megítélhető, ami az értékelés és az erőforrás-tervezés terén is kihívást jelent.
A professzionális szolgáltató szervezetek legtöbbjénél jellemző alacsony tőkeigény tovább erősíti a munkatársak alkupozícióját, könnyű a versenytárshoz átszerződni, vagy új céget alapítani.
A projektalapú, tudásintenzív, kreatív, összetett és változó ügyféligényeken alapuló szolgáltatások munkaerő-tervezése különösen bonyolult.

## Munkavégzés jellege
A professzionális szolgáltató cégek egy része projektalapon működik (pl. tanácsadó cégek), míg egy másik hagyományos munka jellegű tevékenységeket végez (pl. könyvelőirodák).
Ez a fajta megosztottság akár szervezeten belül is előfordulhat, például egy alapvetően projektalapon működő IT fejlesztő cég munka jellegű üzemeltetési tevékenységet is folytat.

## Árazási modellek
Az árazás tekintetében a professzionális szolgáltató cégeknél akár szolgáltatástípusonként is eltérő megoldások lehetségesek:
- rögzített (pl.: havi fix könyvelési díj),
- ráfordítás alapú - Time and Material (pl.: könyvelésre fordított idő- és költségek kiszámlázása),
- teljesítmény alapú (pl.: tételszám alapú könyvelési díj),
- vegyes, alap- és változó díj (havi fix könyvelési díj és tételszám alapú könyvelési díj együttesen),
- sikerdíjas (sikeres adóellenőrzés fix díja),
- jutalék alapú (például tanácsadás alapján megtakarított adó összegének x százaléka),
- önkéntes (például hálapénz).